# Kajetan Hryniewiecki
Kajetan Hryniewiecki także Hryniewicki herbu Przeginia (zm. w 1796 roku) – konsyliarz Rady Nieustającej w 1775 roku, podczaszy latyczowski i  podstarości kamieniecki w 1764 roku.

## Życiorys
Był miecznikiem czerwonogrodzkim (od 1744 roku), chorążym czerwonogrodzkim (od 1765), kasztelanem kamienieckim (od 1768), od 1782 wojewoda lubelski, prezes Lubelskiej Komisji Boni Ordinis w 1782 roku, komisarz z rycerstwa Komisji Skarbowej Koronnej w 1765 roku. Członek Komisji Policji Koronnej w 1793 roku. 
Konsyliarz konfederacji Czartoryskich w 1764 roku, poseł na sejm konwokacyjny (1764) z województwa podolskiego. Był elektorem Stanisława Augusta Poniatowskiego w 1764 roku z województwa podolskiego i posłem podolskim na sejm elekcyjny. Na Sejmie Rozbiorowym 1773–1775 został wybrany przez króla Stanisława Augusta Poniatowskiego do Rady Nieustającej. Członek konfederacji Andrzeja Mokronowskiego w 1776 roku. W 1790 roku był członkiem Komisji Porządkowej Cywilno-Wojskowej dla ziemi lubelskiej i powiatu urzędowskiego województwa lubelskiego. Był członkiem konfederacji Sejmu Czteroletniego.  Figurował na liście posłów i senatorów posła rosyjskiego Jakowa Bułhakowa w 1792 roku, która zawierała zestawienie osób, na które Rosjanie mogą liczyć przy rekonfederacji i obaleniu dzieła 3 maja. Mianowany konsyliarzem konfederacji generalnej koronnej w konfederacji targowickiej. Z ramienia konfederacji targowickiej wybrany w 1793 roku członkiem Komisji Skarbowej Koronnej.
W 1772 roku odznaczony został Orderem Świętego Stanisława, a w 1780 – Orderem Orła Białego.
Od 1765 posiadał dobra markuszowskie, które odkupił od Sobieskich. Jednak już 3 lata po jego śmierci, jego syn Ignacy sprzedał majątek markuszowski Rafałowi Amorowi Tarnowskiemu.
Żonaty z Katarzyną Stempkowską herbu Suchekomnaty, miał z nią syna Ignacego.